# Sniper Elite 3
Sniper Elite 3 — тактична відеогра в жанрі шутера від третьої особи, розроблена студією Rebellion Developments. Це третя частина серії Sniper Elite, реліз якої відбувся 27 червня 2014 року для Windows, 1 липня 2014 року для Xbox 360, PlayStation 3, Xbox One та PlayStation 4, 10 жовтня 2019 року для Nintendo Switch. Події гри розгортаються під час Другої світової війни і оповідають про американського снайпера Карла Фейрберна, який бореться з німецькими військами в Північній Африці. Гра поєднує в собі елементи стелсу, стратегії та бойовика. Гравцям належить використовувати вміння снайпера, щоб знищувати ворожих солдатів на відстані, але при цьому уникати виявлення і вступати в ближній бій, коли це необхідно. У грі безліч місій, кожна з яких має свої цілі та завдання.

## Ігровий процес
Основний принцип гри в Sniper Elite 3 — скритність і стратегія. За допомогою снайперських навичок гравці знищують ворожих солдатів на відстані, але при цьому уникають виявлення і в разі потреби вступають у ближній бій. У грі представлені великі карти в стилі "пісочниці", засновані на реальних локаціях північноафриканського театру військових дій Другої світової війни.

## Сюжет
Гра починається з того, що Фейрберна відправляють в оазис Габерун у Лівії, щоб вбити кількох офіцерів і розкрити місцезнаходження генерала Валена. Однак він знаходить лише документ, у якому йдеться про надсекретний проєкт Валена — "Project Seuche" (що означає "чума"). Потім Фейрберн дізнається, що ворожі офіцери збираються в оазисі Сіва в Західному Єгипті, де вони планують зрадити Валена Гітлеру, надавши йому особистий щоденник Валена. Фейрберн вбиває кур'єра і забирає щоденник, у якому детально описані плани Валена щодо завоювання Європи. Під час наступного завдання Фейрберн і британський інформатор, на ім'я Брауер дізнаються про супертанк під кодовою назвою "Ратте". Під час виконання завдання Брауер гине, а Фейрберн приєднується до LRDG для штурму контрольованого німцями аеродрому Пон-дю-Фахс. У результаті штурму виявляється карта, на якій вказано місцезнаходження виробничого комплексу "Ратте". Фейрберн знаходить об'єкт і стикається віч-на-віч із Валеном, знищуючи базу і забираючи Валена із собою.

## DLC (доповнення)
- Target Hitler: Hunt the Grey Wolf — місія, в якій гравцям надається можливість убити Гітлера.
- Allied Reinforcements Outfit Pack — три додаткові мультиплеєрні скіни.
- Hunter Weapons Pack — револьвер M1917, гвинтівка СВТ-40, дробовик.
- Camouflage Weapons Pack — напівавтоматичний пістолет HDM з глушником, гвинтівка Мосіна з камуфляжем, німецька штурмова гвинтівка MP44 з камуфляжем.
- Patriot Weapons Pack — гвинтівка Springfield M1903, пістолет-кулемет M3 Grease Gun, пістолет M1911.
- Sniper Rifle Weapons Pack — гвинтівка Kar 98k, гвинтівка M1917 Enfield, налаштована гвинтівка Springfield M1903.
- Eastern Front Weapons Pack — гвинтівка Мосіна, пістолет-кулемет Blyskawica, пістолет Токарєва TT-33.
- Save Churchill Part 1: In Shadows
- Save Churchill Part 2: Belly of the Beast
- Save Churchill Part 3: Confrontation - місії, в яких гравцям надається можливість зірвати замах на британського прем'єр-міністра Вінстона Черчилля.
- U.S. Camouflage Rifles Pack — гвинтівки Springfield M1903, M1 Garand і M1917 Enfield (налаштовані та закамуфльовані).
- International Camouflage Rifles Pack — гвинтівка Lee Enfield Mk. III (налаштована і закамуфльована), карабін Karabiner 98k (налаштований і закамуфльований) і гвинтівка СВТ-40 (налаштована і закамуфльована).
- Axis Weapons Pack — гвинтівка Type 99, пістолет-кулемет MAB 38 і пістолет Pistol 38.

## Оцінки та відгуки
Загалом гра була зустрінута позитивно. Гру похвалили за захопливий ігровий процес, деталізовану графіку і захопливий сюжет. Критики відзначили, що в грі зроблено наголос на скритність і стратегію, що дає змогу гравцям використовувати свої здібності снайпера, щоб знищувати ворожих солдатів на відстані, уникаючи виявлення. Ігрова кампанія отримала високу оцінку за відкритий дизайн, що дає змогу гравцям по-різному підходити до цілей і використовувати стелс, стратегію і бій для виконання місій. Графіку гри відзначили як деталізовану, з чіткими текстурами й оточенням, хоча були відзначені деякі незначні проблеми з обличчями персонажів і анімацією сцен. Уповільнену кульову камеру, яка візуалізує внутрішню структуру тіла, коли гравець знищує ворога, також похвалили за моторошне і реалістичне зображення пошкоджень від куль. Проте деякі критики вважають, що гра занадто сильно покладається на цю механіку, і це відволікає від загального враження.
На Metacritic гра Sniper Elite 3 отримала загалом змішану оцінку.